# غلناز مدرسي قوامي
غلناز مدرسي قوامي (الفارسية: گلناز مدرسی قوامی (وُلدَت في 12 تشرين الأول 1966 م) هو عالم لغوي إيراني وأستاذ مشارك في علم اللغويات بجامعة العلامة الطباطبائي. اشتهرت بأبحاثها في علم الأصوات الفارسي [الإنجليزية]. ويُدرس كتابها في علم الأصوات على نطاق واسع في الجامعات الإيرانية. حصلت مدرسي قوامي على درجة البكالوريوس في الترجمة الإنجليزية من جامعة العلامة الطباطبائي في عام 1989، ودرجة الماجستير في اللغويات من جامعة فردوسي في عام 1992، ودرجة الدكتوراه في اللغويات من جامعة تكساس في أوستن في عام 2002.

## الكتب
- علم الأصوات: الدراسة العلمية للكلام ، غلناز مدرسي قوامي، طهران: سامت
- القاموس الوصفي في علم الأصوات والصواتة ، غلناز مدرسي قوامي، طهران: علمي

## روابط خارجية
- جولناز مدرسي قوامي في جامعة العلامة الطباطبائي نسخة محفوظة 2018-02-20 على موقع واي باك مشين.